# Dorothee Bär
Dorothee Bär, née le 19 avril 1978 à Bamberg, est une femme politique allemande, membre de l'Union chrétienne-sociale en Bavière (CSU).
Depuis mai 2025, elle est ministre fédérale de la Recherche, de la Technologie et de l'Espace.

## Biographie
Dorothee Bär grandit à Ebelsbach, Landkreis Haßberge. Elle obtient un diplôme dans le Franz-Ludwig-Gymnasium à Bamberg en 1999. Elle étudie alors les sciences politiques dans plusieurs universités allemandes et obtient son diplôme en 2005 dans l'Institut Otto-Suhr de l'université libre de Berlin. Elle se marie en 2006 et a trois enfants. Elle travaille plusieurs fois en tant que journaliste pour différents journaux et radios.
Elle est ensuite élue députée allemande et devient ainsi membre du Bundestag.